# ویتیبرویت
ویتیبرویت (به آلمانی: Wittibreut) یک شهر در آلمان است که در بایرن واقع شده‌است.

## خصوصیات
ویتیبرویت ۳۸٫۳۵ کیلومترمربع مساحت دارد ۴۸۰ متر بالاتر از سطح دریا واقع شده‌است.